# Visión islámica de la Trinidad
Visión islámica de la Trinidad, en el cristianismo, la doctrina de la  Trinidad afirma que Dios es un único ser que existe, simultánea y eternamente, como una comunión de tres personas distintas, el Padre, el Hijo y el Espíritu Santo. 
El Islam considera que el concepto de pluralidad dentro de Dios es una negación del monoteísmo y es ajeno a la revelación que se encuentra en las escrituras musulmanas. Shirk, el acto de atribuir socios a Dios -ya sean hijos, hijas u otros socios- se considera una forma de incredulidad en el Islam. El Corán afirma repetida y firmemente la absoluta unicidad de Dios, descartando así la posibilidad de que otro ser comparta su soberanía o naturaleza. En el Islam, se cree que el Espíritu Santo es el Ángel Gabriel. Los musulmanes han rechazado explícitamente las doctrinas cristianas de la Trinidad desde una fecha temprana.